# Big Boi and Dre Present … OutKast
Big Boi and Dre Present … OutKast ist ein Best-of-Album von OutKast, das nach dem Erfolg von Stankonia veröffentlicht wurde.

## Über das Album
Das Album enthielt insgesamt 16 Titel, darunter drei neue Songs. Die Neuaufnahmen waren stark vom P-Funk und Smooth Jazz inspiriert und zeigten Andre 3000s kontinuierliche Entwicklung hin zum Sänger, die zwei Jahre später im fast durchgängig gesungenen Soloalbum The Love Below kulminierte. Mit einem der neuen Lieder, The Whole World, gewannen OutKast 2003 den Grammy in der Kategorie „Best Rap Performance by a Duo or Group“. The Whole World schaffte es in Deutschland auf Platz 30, in Neuseeland auf Platz 4 und in den Vereinigten Staaten und im Vereinigten Königreich auf Platz 19. Big Boi and Dre Present … OutKast erreichte Rang 18 der Billboard 200.
Die meisten Kritiker bemängelten die Zusammenstellung der Songs. Das E-Zine laut.de nennt sie „ein wenig flach“ und beklagt die Beschränkung auf nur eine CD.
Im Booklet des Albums ist eine zweiseitige Biografie über die Karriere von OutKast enthalten, ebenso Bilder aus der Zeit jeder Albumveröffentlichung und die Texte sämtlicher Songs.
Einige der Songs wurden gegenüber ihrer ursprünglichen Version gekürzt. Am deutlichsten wird das bei den um über eine Minute gekürzten Southernplayalisticadillacmuzik und SpottieOttieDopaliscious.
Der Song Movin’ Cool (The After Party) ist im Film Idlewild zu hören, wo er von Percival (André 3000) für Angel Davenport (Paula Patton) geschrieben wurde. In der Filmversion ist jedoch nicht Patton zu hören, sondern die Sängerin und Bassistin Debra Killings, die an vielen Songs von OutKast beteiligt war.

## Titelliste
| #  | Titel                           | Produzent(en)   | Performer                 | Album                           |
| -- | ------------------------------- | --------------- | ------------------------- | ------------------------------- |
| 1  | Intro                           |                 |                           | neu                             |
| 2  | Funkin’ Around                  | Earthtone III   | OutKast, Sleepy Brown     | neu                             |
| 3  | Ain’t No Thang                  | Organized Noize | OutKast                   | Southernplayalisticadillacmuzik |
| 4  | So Fresh, So Clean              | Organized Noize | OutKast                   | Stankonia                       |
| 5  | Rosa Parks                      | OutKast         | OutKast                   | Aquemini                        |
| 6  | The Whole World                 | Earthtone III   | OutKast, Killer Mike      | neu                             |
| 7  | Aquemini                        | OutKast         | OutKast                   | Aquemini                        |
| 8  | B. O. B.                        | Earthtone III   | OutKast                   | Stankonia                       |
| 9  | Southernplayalisticadillacmuzik | Organized Noize | OutKast                   | Southernplayalisticadillacmuzik |
| 10 | Crumblin' Erb                   | Organized Noize | OutKast                   | Southernplayalisticadillacmuzik |
| 11 | Ms. Jackson                     | Earthtone III   | OutKast                   | Stankonia                       |
| 12 | Player’s Ball (Original)        | Organized Noize | OutKast                   | Southernplayalisticadillacmuzik |
| 13 | Elevators (Me & You)            | OutKast         | OutKast                   | ATLiens                         |
| 14 | SpottieOttieDopaliscious        | OutKast         | OutKast, Sleepy Brown     | Aquemini                        |
| 15 | Git Up, Git Out                 | Organized Noize | OutKast, Cee-Lo, Big Gipp | Southernplayalisticadillacmuzik |
| 16 | Movin’ Cool (The After Party)   | Earthtone III   | OutKast, Joi              | neu                             |